# Breutelia macrocarpa
Breutelia macrocarpa är en bladmossart som beskrevs av W. P. Schimper och Jean Édouard Gabriel Narcisse Paris 1900. Breutelia macrocarpa ingår i släktet gullhårsmossor, och familjen Bartramiaceae. Inga underarter finns listade i Catalogue of Life.